# أرض التائهين (فلم)
أرض التائهين (بالإنجليزية: Land of the Lost) هو فيلم كوميدي مغامرات خيال علمي أمريكي من إخراج براد سيلبرلنج وبطولة ويل فيرل، داني ماكبرايد، آنا فرايل وجرما تاكن، صدر الفيلم في 5 يونيو 2009.

## روابط خارجية
- مقالات تستعمل روابط فنية بلا صلة مع ويكي بيانات